# BH dels Llebrers
BH dels Llebrers (BH Canum Venaticorum) és un estel variable en la constel·lació dels Llebrers, els gossos de caça. La seva magnitud aparent mitjana és +4,93 —la vuitena més brillant en la seva constel·lació— i es troba a 145 anys llum del sistema solar.

## Característiques
BH dels Llebrers és un estel binari proper amb un component principal que és un estel amb línies metàl·liques de tipus espectral A6m, abans catalogat com subgegant de tipus F2IV. La seva temperatura efectiva és de 6750 - 7000 K i la seva massa és aproximadament un 50 % major que la massa solar. Més gran que el Sol, el seu radi pot estar comprès entre 2,60 i 3,10 radis solars —la xifra varia segons la font consultada— i gira sobre si mateixa amb una velocitat de rotació d'almenys 14 km/s.
Les característiques de l'estel acompanyant són poc conegudes. Es pensa que pot ser un subgegant taronja de tipus K2IV amb una temperatura entre 4600 i 5000 K. Quant a la seva massa, diverses fonts la situen en l'ampli rang comprès entre 0,42 i 0,85 masses solars, mentre que el seu radi pot ser de 3,3 a 4 vegades el del Sol.
BH dels Llebrers té un període orbital de 2,6132 dies, i la seua l'òrbita lleugerament és excèntrica (ε = 0,04). La seva edat s'estima en 1300 milions d'anys i presenta una metal·licitat una mica baixa, unes 3/4 parts de la qual té el Sol.

## Variabilitat
BH dels Llebrers és un variable RS Canum Venaticorum amb una lluentor que varia entre magnitud +4,94 i +5,10. Aquests estels posseeixen cromosferes actives i emeten gran quantitat d'energia en forma de raigs X. Entre els estels que estan a menys de 50 parsecs del sistema solar, BH Canum Venaticorum és un dels més brillants en aquesta regió de l'espectre; la seva lluminositat en raigs X és de 52,75 × 1022 W, comparable a la de λ Andromedae o TZ Coronae Borealis. A més, és brillant i actiu com radiofont.